# Cathédrale de Manfredonia
La cathédrale de Manfredonia ou cathédrale Saint-Laurent-de-Siponto (en italien cattedrale di Manfredonia ou cattedrale di San Lorenzo Maiorano) est la cathédrale catholique romaine de la ville italienne de Manfredonia, dans la province de Foggia de la région des Pouilles. Elle est dédiée à Laurent de Siponto (it), un des saints patrons de la ville. Elle est le siège de l'archidiocèse de Manfredonia-Vieste-San Giovanni Rotondo.

## Histoire
La construction d'une cathédrale à Manfredonia, après le transfert du siège des évêques de Siponto, a débuté le 7 février 1270 et s'est terminée en 1274. Le premier bâtiment a été détruit par les Turcs en 1620, et n'a pas été reconstruit avant 1700. L'entrée principale a été déplacée à l'extrémité opposée de l'église. L'actuel campanile se trouve à son ancien emplacement. Des stalles et l'autel principal ont également été construits.
Dans la cathédrale se trouvent des fresques de Natale Penati datée de 1940-1941 qui représentent les papes Jules III et Benoît XIII, l'apparition de saint Laurent de Siponto à Totila, Justin de Siponto (en) et ses compagnons, les saints de Siponto et les martyrs de Furci.
Des portraits des archevêques (Orsini, Muscettola, Rivera, Tagliatela et autres), des parchemins, des registres de baptême à partir de 1600, et divers autres livres, sont conservés dans la cathédrale.
La protectrice de Manfredonia est la Madonna de Siponto, et le protecteur, San Lorenzo Maiorano, dont le corps a été amené de Siponto par Mgr Matteo Orsini, membre de l'ordre dominicain le 30 octobre 1327. La statue de la Vierge avec sa couronne d'or parsemée de diamants a été bénie par le cardinal Angelo Giuseppe Roncalli, futur pape Jean XXIII, le 28 août 1955, lors de la fête du couronnement de la Vierge.
Lors de l'incendie et la destruction de la cathédrale par les Turcs, le corps du saint a également été détruit, sauf le bras droit, qui reste aujourd'hui à la cathédrale.
Dans les années 1960, par la volonté de l'évêque Cesarano, la nouvelle façade en marbre travertin a été édifiée, elle intègre la statue en marbre de Jean XXIII créée par le sculpteur Aronne del Vecchio.

## Architecture

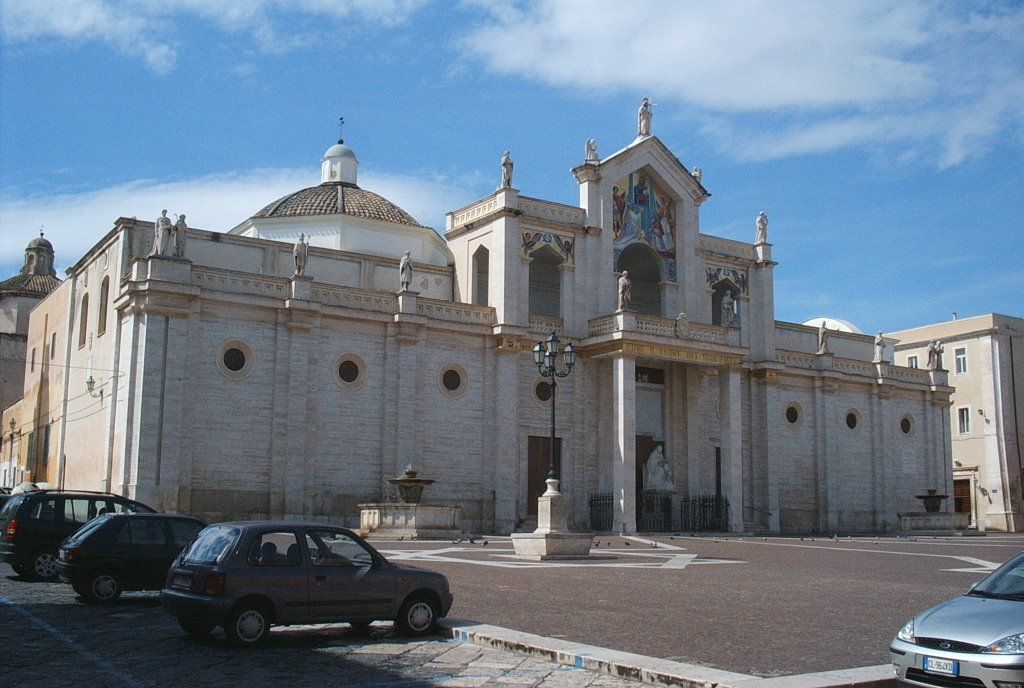

## Source
- (en) Cet article est partiellement ou en totalité issu de l’article de Wikipédia en anglais intitulé « Manfredonia Cathedral » (voir la liste des auteurs).